# Building Lifecycle Management
Building Lifecycle Management (englisch für Management zur Sicherung von Gebäuden) oder BLM ist eine Adaption des Product-Lifecycle-Management (PLM) und seiner Techniken für den Entwurf, die Errichtung und Verwaltung von Gebäuden. Ohne eine genaue und weitgehende Gebäudedatenmodellierung (Building Information Modeling) ist BLM nicht möglich.